# ماژورینوس
ماژورینوس (انگلیسی: Majorinus؛ اهل روم باستان است. رهبر فرقه انشقاقی مسیحیت در شمال آفریقا (استان روم) معروف به دوناتیسم بود.